# استاد ماسونی

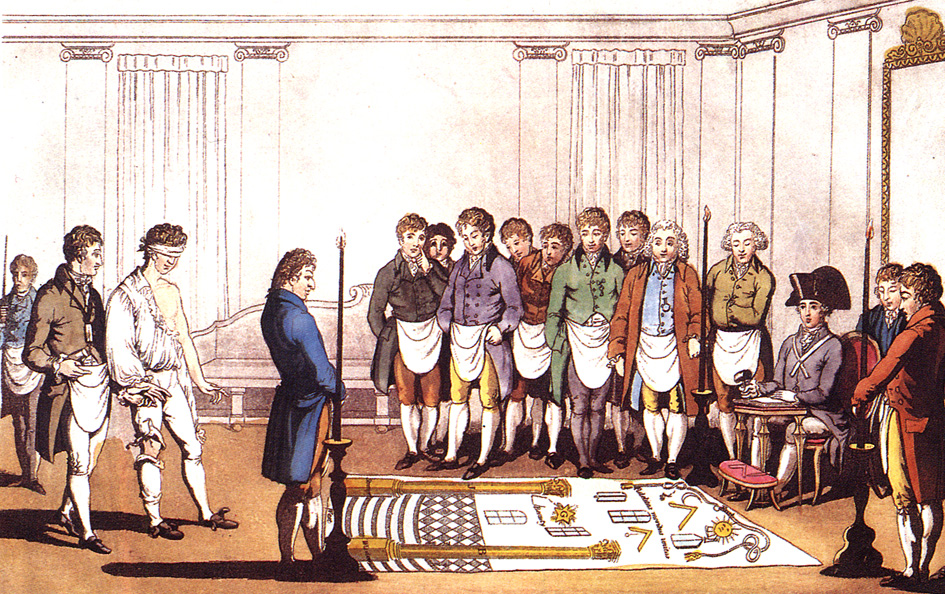
تصویری از مراسم درجه یک ماسونی، پاریس ۱۷۴۵

استاد ماسونی (انگلیسی: Master Mason) به شخصی گفته می‌شود که در لژآبی موفق به گرفتن درجه سوم ماسونی شده‌است. یک استاد ماسونی Master Mason در سلسله مراتب ماسونی یک فراماسون کامل محسوب شده و از تمامی مزایای این طریقت بهره‌مند است.

## سه درجه ابتدایی ماسونی
شاخه‌های مختلف فراماسونری در قلمروهای متفاوت دارای تعداد و انواع مختلفی از درجه‌های ماسونی هستند. اما تقریباً همه آنها در سه درجه ابتدایی که ریشه در رتبه‌بندی اصناف پیشه‌وری قرون وسطی دارد مشترک اند. این سه درجه عبارت است از درجه اول کارآموز یا مبتدی Apprentice), درجه دوم رفیق یا همکار Journeyman یا Fellow (که در حال حاضر به آن Fellowcraft می‌گویند) و درجه سوم استاد ماسون Master Mason.
متقاضی پیوستن به طریقت فراماسونری، بعد از پذیرش تقاضایش از سوی لژ آبی، طی مراسمی مخصوص وارد در درجه اول شده و به عنوان مبتدی یا کارآموز، زیر نظر یک معلم ماسونی به آموختن تعالیم طریقت می‌پردازد.
پس از اتمام آموزش‌ها فرد باید در یک آزمون مخصوص، در مقابل اعضای لژ شرکت کرده و در صورت گذر passed این آزمون، وارد در جه دوم ماسونی Fellowcraft همکار می‌شود. شخص باید در شرایطی مشابه درجه قبل، این درجه را نیز سپری کرده و در آزمون پایانی شرکت کند. به فردی که از آزمون درجه دوم ماسونی گذر می‌کند، در جه سوم یا استاد ماسون Master Mason اعطا شده و او از این پس به عنوان یک فراماسون کامل از سوی طریقت ماسونی شناخته می‌شود.

## مراسم استاد ماسونی
هر درجه از درجه‌های فراماسونری، در مراسم ماسونی مربوط به آن درجه به افراد اعطا می‌شود. مراسم درجه سوم، استاد ماسون، ترکیبی از یک مراسم نمایشی از داستان قتل و زنده شدن مجدد هیرام ابیف، معمار معبد سلیمان، و همچنین سخنرانی‌های اخلاقی با مضمون تعهدهای فرد به طریقت فراماسونری و آموزش برخی اصول و وظایف استاد ماسون است که با استفاده از سمبل و نمادهای فراماسونری به فرد آموزش داده می‌شود. این مراسم با حضور خود فرد و با همکاری متصدیان لژ، و ریاست استاد اعظم اجرا می‌شود.

## درجه‌های بالاتر
هر داوطلب پیوستن به فراماسونری بایداز درجه سوم این طریقت گذر کرده و عنوان استاد ماسون را کسب کند تا از سوی لژهای ماسونی آلمان (فراماسون‌های اهل آلمان)، به عنوان یک فراماسون کامل شناخته شود. کسب درجه‌های بالاتر برای یک فراماسون پذیرفته شده اجباری نیست، اما توصیه طریقت ماسونی به فراماسون‌ها، گذر از درجه‌های بالاتر است. هرچند که گروه‌های فراماسونری در قلمروهای مختلف دارای درجه‌هایی متفاوت هستند، اما محتوی این درجه‌ها در تمامی گروه‌ها تقریباً مشترک بوده و تفاوت آن بیشتر در تقسیم‌بندی محتوی به درجه‌های مختلف است. دو گروه اصلی ارائه دهنده درجه‌های بالاتر از استاد ماسونی در طریقت ماسونی گروه یورک رایت با تقسیم‌بندی سه گروه، هرکدام با ده درجه ماسونی و همچنین رایت اسکاتلندی با سی و سه درجه ماسونی است.